# Verhnyaja Tojma-i járás

A Verhnyaja Tojma-i járás az Arhangelszki területen

A Verhnyaja Tojma-i járás (oroszul Верхнетоемский муниципальный район) Oroszország egyik járása az Arhangelszki területen. Székhelye Verhnyaja Tojma.

## Népesség
- 1989-ben 27 989 lakosa volt.
- 2002-ben 22 630 lakosa volt.
- 2010-ben 17 060 lakosa volt.